# Bráulio Xavier
Bráulio Xavier da Silva Pereira (Caetité, 9 de novembro de 1863 — Salvador, 1 de julho de 1936) foi um magistrado e político brasileiro que, como presidente do Tribunal de Justiça, ocupou interinamente o governo da Bahia em 1912.

## Traços biográficos
Neto do comendador João Caetano Xavier da Silva Pereira, líder político de Caetité em fins do século XVIII e na primeira metade do século XIX e sogro do Barão de Caetité. Era, também, primo do poeta Plínio de Lima.
Por meio das interligações familiares, casou-se com Dona Elvira Gomes Rodrigues Lima, filha do dr. Rodrigues Lima, primeiro governador eleito da Bahia, e neta do Barão.
Formado em Direito no Recife, desde cedo Bráulio Xavier abraça a magistratura, onde inicia a carreira em Palmas de Monte Alto, até fazer-se desembargador e presidente do Tribunal de Justiça da Bahia, ocasião em que ocupa interinamente o governo em várias ocasiões, a mais demorada delas em 1912.
Foi, ainda, no governo de Góis Calmon, Secretário do Interior (1924-1928).
Era pai do médico pediatra Bráulio Xavier Filho que, em relato de Aramis Ribeiro Costa, registrava que o pai, apesar de bastante rico, era famoso por sua sovinice, a ponto de ao enviar um empregado para colher frutas no pomar ordenar que o fizesse assobiando, a fim de saber se o mesmo não estava a comê-las.

## Governo da Bahia
Conturbados momentos políticos vivia o estado da Bahia, com as agitações promovidas por Ruy Barbosa e seu adversário, José Joaquim Seabra. Ocupava o governo João Ferreira de Araújo Pinho que, figura fraca, renuncia (1911). Sucede-lhe Aurélio Rodrigues Viana, presidente da Assembléia estadual. Entre outros disparates, este transfere a capital para Jequié, além de ocupar com tropas a Câmara, ensejando o triste episódio do bombardeio da Capital baiana - com prejuízos sobretudo para sua história, pois foi incendiada a biblioteca estadual, repositório da rica memória da Bahia.
Depois deste trágico incidente, renuncia Aurélio Viana a 10 de janeiro de 1912, assumindo o desembargador Bráulio Xavier, presidente do Tribunal, a quem incumbia levar a bom termo a transição de poder, através das eleições que trazem ao poder J.J. Seabra.

## Homenagens

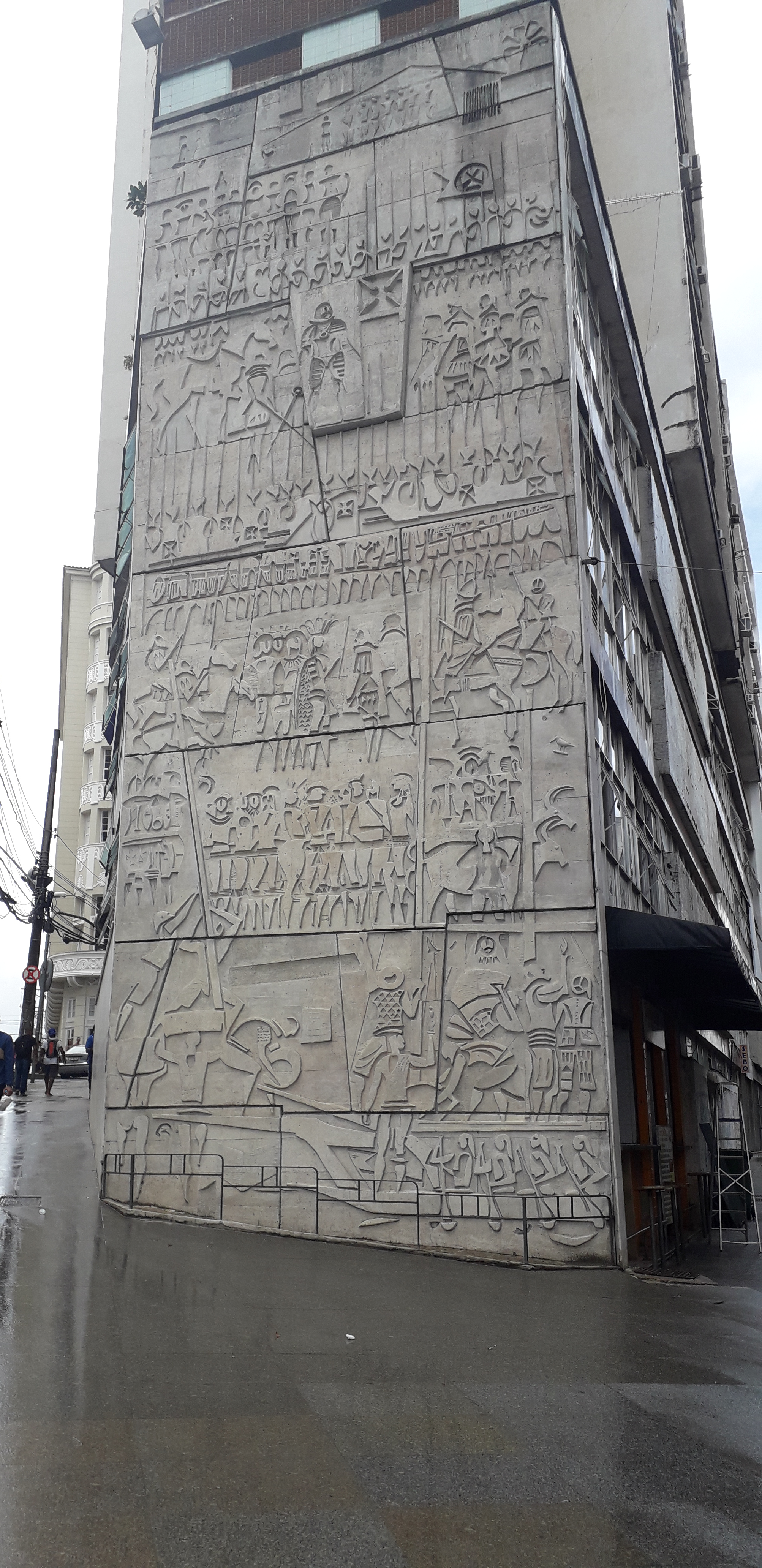
Vista lateral do Edifício Desembargador Bráulio Xavier

Bráulio Xavier é nome de rua na capital baiana (bairro da Vitória) e na cidade de Teixeira de Freitas.
Também na capital baiana o "Edifício Bráulio Xavier", localizado na rua Chile, ostenta um importante monumento mural realizado pelo artista Carybé, com a temática "Colonização do Brasil".
No município baiano de Arataca o Colégio Estadual Bráulio Xavier foi nomeado em sua homenagem.